# Limata facialis
Limata facialis är en tvåvingeart som beskrevs av H. Oldroyd 1954. Limata facialis ingår i släktet Limata och familjen bromsar. Inga underarter finns listade i Catalogue of Life.